# 音映ア〜
『音映ア〜』（おんえア〜）は、2009年4月4日から同年12月26日までテレビせとうちで放送された音楽番組・映画情報番組。全39回。放送時間は毎週土曜 25:25 - 25:40 (JST) 。

## 概要
前番組『FreePass〜音楽専科〜』と同様に、岡山県・香川県ゆかりのバンドや地元で行われるライブの情報などを紹介していた深夜番組であるが、この番組はそれに加えて映画の公開情報も紹介していた。ビデオメッセージもミュージシャンたちからのメッセージのほか、映画公開を控えた俳優や監督からのメッセージを紹介していた。

## ナビゲーター
- 西野友子（テレビせとうちアナウンサー） - 前番組『FreePass』から引き続き担当。